# (12145) Behaim
(12145) Behaim  es un asteroide perteneciente al cinturón de asteroides, descubierto el 24 de septiembre de 1960 por Cornelis Johannes van Houten e Ingrid van Houten-Groeneveld sobre placas de Tom Gehrels desde el Observatorio de Palomar, en Estados Unidos.

## Designación y nombre
Behaim se designó inicialmente como 4730 P-L.
Más adelante fue nombrado en honor al navegante y geógrafo alemán al servicio de Portugal Martin Behaim (1459-1507).

## Características orbitales
Behaim orbita a una distancia media del Sol de 2,6641 ua, pudiendo acercarse hasta 2,4319 ua y alejarse hasta 2,8962 ua. Tiene una excentricidad de 0,0871 y una inclinación orbital de 4,7470° grados. Emplea en completar una órbita alrededor del Sol 1588 días.

## Características físicas
Su magnitud absoluta es 15,3.